# Лев Попов
 Тази статия е за стружкия духовник.  За костурския просветен деец вижте Лев Адамов.  
Лев Георгиев Попов е български духовник и революционер, деец на Вътрешната македоно-одринска революционна организация.

## Биография
Лев Попов е роден в 1865 година в град Струга, тогава в Османската империя, в семейството на поп Георги Янчев Марин и Ана Миладинова, първа братовчедка на Братя Миладинови. Дядото на Лев Попов Янче Марин е от Корча. Майка му е голяма патриотка, подкрепя активно ВМОРО и в къщата ѝ често отсяда войводата Тасе Христов.
Лев Попов завършва българската класическа гимназия в Битоля и семинария в Цариград. Присъединява се към ВМОРО, докато учителства в Струга, ръководи градска терористична група на организацията и е член на Стружкия околийски комитет. По-късно учителства и в Охрид.
През 1908 година е свещеник и архиерейски наместник в Крушево и Съботско. По-късно участва във войните за национално обединение. За заслуги във войната през Първата световна война, Лев Попов е награден с два ордена „За военна заслуга“.
Служи в църквата „Свети Николай“ в софийския бежански квартал Юч бунар. Активист е на Стружкото благотворително братство.
Умира на 5 август 1935 година в София.